# Карасукска култура
Карасукска култура е археологическа култура от бронзовата епоха в Южен Сибир и Казахстан (от горното течение на Енисей до Аралско море), датирана към периода 13-9 век пр.н.е.
В антропологично отношение преобладава европеидният тип, подобно на предходните андроновска и афанасиевска култура, но в керамиката и бронзовите интрументи се забелязва силно влияние на степните области на Източна Азия.
Хората от карасукската култура отглеждат основно овце и може би са първите народи в степите, усвоили ездата. Изкуството им включва реалистични изображения на животни, които може би се развиват в по-късното скитско-сибирско изкуство. Селищата им се състоят от землянки, а мъртвите си погребват в каменни гробници с могила и квадратна каменна ограда. Те са умели в обработката на метала и типичен за археологичната им култура са извит бронзов нож и украсена дръжка, както и конска юзда.
По горното течение на Енисей карасукската култура е заменена от тагарската.